# SNW-аналіз
SNW-аналіз (акронім від англ. Strength, Neutral, Weakness) — аналіз сильних, нейтральних і слабких сторін організації. Як показала практика, в ситуації стратегічного аналізу внутрішнього середовища організації як нейтральну позицію найкраще фіксувати середньоринковий стан для даної конкретної ситуації.
Зазвичай SNW-аналіз застосовують для більш глибокого вивчення внутрішнього середовища  організації після проведення SWOT-аналізу.

## Елементи внутрішнього середовища для SNW-аналізу
- Загальна стратегія
- Бізнес-стратегії
- Оргструктура
- Фінанси
- Конкурентність продуктів
- Дистрибуція
- Інформаційні технології
- Лідерство
- Рівень виробництва
- Рівень  маркетингу
- Торгова марка
- Персонал
- Репутація на ринку
- Відносини з  органами державної влади
- Інновації
- Післяпродажне обслуговування
- Ступінь вертикальної інтеграції
- Корпоративна культура
- Стратегічні альянси